# Iida Niemi
Iida Niemi (2 de agosto de 1993) es una deportista finlandesa que compite en remo. Ganó una medalla de oro en el Campeonato Mundial de Remo en Sala de 2024, en la prueba de 500 m.

## Palmarés internacional
| Campeonato Mundial | Campeonato Mundial      | Campeonato Mundial | Campeonato Mundial |
| Año                | Lugar                   | Medalla            | Prueba             |
| ------------------ | ----------------------- | ------------------ | ------------------ |
| 2024               | Praga (República Checa) | Medalla de oro     | 500 m              |